# Großer Preis von Frankreich 2003
Der Große Preis von Frankreich 2003 (offiziell LXXXIX Mobil 1 Grand Prix de France) fand am 6. Juli auf dem Circuit de Nevers Magny-Cours in Magny-Cours statt und war das zehnte Rennen der Formel-1-Weltmeisterschaft 2003.

## Berichte

### Hintergrund
Nach dem Großen Preis von Europa führte Michael Schumacher in der Fahrerwertung mit sieben Punkten vor Kimi Räikkönen und mit 15 Punkten vor Ralf Schumacher. In der Konstrukteurswertung führte Ferrari mit sieben Punkten vor Williams-BMW und mit 19 Punkten vor McLaren-Mercedes.
Dies war der erste Grand Prix von Frankreich, der in der verbesserten Version von Magny-Cours ausgetragen wurde, nachdem Château d’Eau zu einer schärferen Rechtskurve und einer vollständigen Modifikation des Lycée-Abschnitts gemacht wurde. Auch die Boxengasse wurde durch die Umbauten deutlich verkürzt.
Mit Michael Schumacher (sechsmal), David Coulthard und Heinz-Harald Frentzen (jeweils einmal) traten drei ehemalige Sieger zu diesem Grand Prix an.

### Training
Vor dem Sonntagsrennen fanden vier Trainingseinheiten statt – zwei am Freitag und zwei am Samstag. Die Sitzungen am Freitagvormittag und -nachmittag dauerten jeweils eine Stunde. Das dritte und letzte Training fand am Samstagmorgen statt und dauerte 45 Minuten.
Am Freitag war Mark Webber mit einer Zeit von 1:26,915 Minuten der Schnellste vor Ralf Schumacher und Fernando Alonso.
Am Samstag fuhr dann Ralf Schumacher mit 1:14,966 Minuten die schnellste Runde vor Juan Pablo Montoya und Coulthard.

### Qualifikation
Im ersten Qualifikationsabschnitt am Freitag (Vor-Qualifikation) war Jos Verstappen aufgrund einer abtrocknenden Strecke Schnellster. Dies war das einzige Mal, dass ein Minardi an einem Rennwochenende die Zeitenliste anführte. Die Zeit seines Teamkollegen Justin Wilson nach Q1 wurde gestrichen, nachdem die technische Abnahme ergab, dass sein Auto 2 kg Untergewicht hatte. Mit der Zeit von 1:20,968 Minuten hätte dies für Minardi ein 1-2 bedeutet.
Im zweiten Qualifikationsabschnitt am Samstag war dann Ralf Schumacher der Schnellste und sicherte sich so seine insgesamt vierte Pole-Position in der Formel-1-Weltmeisterschaft. Montoya und Michael Schumacher folgten auf den Plätzen zwei und drei.

### Warm Up
Im Warm Up war Ralf Schumacher der Schnellste. Ihm folgten Montoya und Räikkönen.

### Rennen
Beim Start behielten die beiden Williams die Führung, während Räikkönen Michael Schumacher überholte und auf den dritten Platz vorrückte. Hinter dem Deutschen standen Coulthard, Jarno Trulli, Alonso und Rubens Barrichello. Letzterer hatte am Ende der ersten Runde einen Dreher und rutschte ans Ende der Gruppe ab. Ralf Schumacher legte im Rennen schnell sein eigenes Tempo fest, fuhr einen guten Vorsprung vor seinem Teamkollegen und den anderen Verfolgern raus und fuhr im Rennen mehrmals die schnellste Rennrunde. Sein Bruder, der Probleme mit den Reifen hatte, verlor gegen Räikkönen an Boden und wurde wiederum von Coulthard verfolgt. Der schottische Fahrer war der erste der Spitzengruppe, der in der 15. Runde tankte. Eine Runde später waren Räikkönen und Trulli an der Reihe, während Montoya, Michael Schumacher und Alonso zwei Runden später an die Box kamen. Ralf Schumacher machte seinen ersten Stopp in Runde 18 und übernahm wieder die Führung vor Montoya, Räikkönen, Coulthard und Michael Schumacher, den der schottische Fahrer in der Tanksequenz überholte. Die Situation blieb ähnlich wie in den ersten Runden, wobei Ralf Schumacher ein für alle anderen unhaltbares Tempo hielt und Michael Schumacher Mühe hatte, mit den beiden McLarens vor ihm mitzuhalten.
Die zweite Boxenstopp-Serie, die Räikkönen in der 31. Runde eröffnete, brachte mit Ausnahme von Alonsos Überholen von Trulli keine Änderungen in der Wertung des Rennens. Michael Schumacher kam dank eines leicht besseren Stopps an Coulthard heran, konnte den schottischen Fahrer jedoch nicht unter Druck setzen. In Runde 44 schied Alonso wegen eines Motorproblems aus, zwei Runden später folgte sein Teamkollege. Webber rückte damit auf den sechsten Platz vor, während Barrichello und Antonio Pizzonia in die Punktezone vordrangen. Wieder einmal war es Räikkönen, der in Runde 47 die dritte und letzte Boxenstoppsequenz eröffnete. Eine Runde später tankte er auch bei Coulthard nach, doch bei seinem Boxenstopp gab es Probleme, weil der Tankdeckel nicht in den Tank passte.
Die Mechaniker nutzten dann die Reserveausrüstung, doch der schottische Fahrer machte sich noch einmal auf den Weg, als der Tankvorgang noch nicht abgeschlossen war, und verlor noch mehr Zeit. Die beiden Williams behaupteten ohne Schwierigkeiten die Führung im Rennen, während Michael Schumacher alles daran setzte, Räikkönen zu überholen: Der Deutsche kehrte in der 52. Runde an die Box zurück und kehrte direkt vor dem Finnen auf die Strecke zurück, gebremst von einigen überrundeten Fahrern. In den Schlussrunden nutzte Ralf Schumacher seinen Vorsprung gegenüber seinen Verfolgern und gewann vor Montoya, Michael Schumacher, Räikkönen, Coulthard, Webber, Barrichello und Olivier Panis. Mit diesem Sieg, dem zweiten in Folge nach dem Sieg eine Woche zuvor auf dem Nürburgring, stieg Ralf Schumacher in den Kampf um den Titel ein. Für Ralf Schumacher war es der sechste und letzte Sieg seiner Formel-1-Karriere.
Mit dem dritten Platz baute Michael Schumacher trotz der Schwierigkeiten der Bridgestone-Reifen seinen Vorsprung auf Räikkönen aus.

## Meldeliste
| Team                       | Nr. | Fahrer                | Chassis         | Motor                 | Reifen |
| -------------------------- | --- | --------------------- | --------------- | --------------------- | ------ |
| Scuderia Ferrari Marlboro  | 01  | Michael Schumacher    | Ferrari F2002   | Ferrari 3.0 V10       | B      |
| Scuderia Ferrari Marlboro  | 02  | Rubens Barrichello    | Ferrari F2002   | Ferrari 3.0 V10       | B      |
| BMW.WilliamsF1 Team        | 03  | Juan Pablo Montoya    | Williams FW25   | BMW 3.0 V10           | M      |
| BMW.WilliamsF1 Team        | 04  | Ralf Schumacher       | Williams FW25   | BMW 3.0 V10           | M      |
| West McLaren Mercedes      | 05  | David Coulthard       | McLaren MP4-17D | Mercedes-Benz 3.0 V10 | M      |
| West McLaren Mercedes      | 06  | Kimi Räikkönen        | McLaren MP4-17D | Mercedes-Benz 3.0 V10 | M      |
| Mild Seven Renault F1 Team | 07  | Jarno Trulli          | Renault R23     | Renault 3.0 V10       | M      |
| Mild Seven Renault F1 Team | 08  | Fernando Alonso       | Renault R23     | Renault 3.0 V10       | M      |
| Sauber Petronas            | 09  | Nick Heidfeld         | Sauber C22      | Petronas 3.0 V10      | B      |
| Sauber Petronas            | 10  | Heinz-Harald Frentzen | Sauber C22      | Petronas 3.0 V10      | B      |
| Jordan-Ford                | 11  | Giancarlo Fisichella  | Jordan EJ13     | Ford RS 3.0 V10       | B      |
| Jordan-Ford                | 12  | Ralph Firman          | Jordan EJ13     | Ford RS 3.0 V10       | B      |
| Jaguar Racing              | 14  | Mark Webber           | Jaguar R4       | Cosworth 3.0 V10      | M      |
| Jaguar Racing              | 15  | Antonio Pizzonia      | Jaguar R4       | Cosworth 3.0 V10      | M      |
| Lucky Strike BAR Honda     | 16  | Jacques Villeneuve    | BAR 005         | Honda 3.0 V10         | B      |
| Lucky Strike BAR Honda     | 17  | Jenson Button         | BAR 005         | Honda 3.0 V10         | B      |
| Minardi F1 Team            | 18  | Justin Wilson         | Minardi PS03    | Cosworth 3.0 V10      | B      |
| Minardi F1 Team            | 19  | Jos Verstappen        | Minardi PS03    | Cosworth 3.0 V10      | B      |
| Panasonic Toyota Racing    | 20  | Olivier Panis         | Toyota TF103    | Toyota 3.0 V10        | M      |
| Panasonic Toyota Racing    | 21  | Cristiano da Matta    | Toyota TF103    | Toyota 3.0 V10        | M      |

## Klassifikationen

### Qualifying
| Pos. | Fahrer                | Konstrukteur     | Q1         | Q2       | Start |
| ---- | --------------------- | ---------------- | ---------- | -------- | ----- |
| 01   | Ralf Schumacher       | Williams-BMW     | 1:29,327   | 1:15,019 | 01    |
| 02   | Juan Pablo Montoya    | Williams-BMW     | 1:28,988   | 1:15,136 | 02    |
| 03   | Michael Schumacher    | Ferrari          | 1:27,929   | 1:15,480 | 03    |
| 04   | Kimi Räikkönen        | McLaren-Mercedes | 1:29,120   | 1:15,533 | 04    |
| 05   | David Coulthard       | McLaren-Mercedes | 1:28,937   | 1:15,628 | 05    |
| 06   | Jarno Trulli          | Renault          | 1:29,024   | 1:15,697 | 06    |
| 07   | Fernando Alonso       | Renault          | 1:29,455   | 1:16,087 | 07    |
| 08   | Rubens Barrichello    | Ferrari          | 1:27,095   | 1:16,166 | 08    |
| 09   | Mark Webber           | Jaguar-Cosworth  | 1:25,178   | 1:16,308 | 09    |
| 10   | Olivier Panis         | Toyota           | 1:24,175   | 1:16,345 | 10    |
| 11   | Antonio Pizzonia      | Jaguar-Cosworth  | 1:24,642   | 1:16,965 | 11    |
| 12   | Jacques Villeneuve    | BAR-Honda        | 1:24,651   | 1:16,990 | 12    |
| 13   | Cristiano da Matta    | Toyota           | 1:26,975   | 1:17,068 | 13    |
| 14   | Jenson Button         | BAR-Honda        | 1:30,371   | 1:17,077 | 14    |
| 15   | Nick Heidfeld         | Sauber-Petronas  | 1:24,042   | 1:17,445 | 15    |
| 16   | Heinz-Harald Frentzen | Sauber-Petronas  | 1:26,151   | 1:17,562 | 16    |
| 17   | Giancarlo Fisichella  | Jordan-Ford      | 1:28,502   | 1:18,431 | 17    |
| 18   | Ralph Firman          | Jordan-Ford      | 1:23,496   | 1:18,514 | 18    |
| 19   | Jos Verstappen        | Minardi-Cosworth | 1:20,817   | 1:18,709 | 19    |
| 20   | Justin Wilson         | Minardi-Cosworth | keine Zeit | 1:19,619 | 20    |

Anmerkungen
1. ↑  Wilson´s Zeit in Q1 wurde gestrichen, da sein Wagen untergewichtig war.

### Rennen
| Pos. | Fahrer                | Konstrukteur     | Runden | Stopps | Zeit        | Start | Schnellste Runde |
| ---- | --------------------- | ---------------- | ------ | ------ | ----------- | ----- | ---------------- |
| 01   | Ralf Schumacher       | Williams-BMW     | 70     | 3      | 1:30:49,213 | 01    | 1:15,698 (37.)   |
| 02   | Juan Pablo Montoya    | Williams-BMW     | 70     | 3      | + 13,813    | 02    | 1:15,512 (36.)   |
| 03   | Michael Schumacher    | Ferrari          | 70     | 3      | + 19,568    | 03    | 1:16,303 (19.)   |
| 04   | Kimi Räikkönen        | McLaren-Mercedes | 70     | 3      | + 38,047    | 04    | 1:16,609 (19.)   |
| 05   | David Coulthard       | McLaren-Mercedes | 70     | 3      | + 40,289    | 05    | 1:15,981 (17.)   |
| 06   | Mark Webber           | Jaguar-Cosworth  | 70     | 3      | + 1:06,380  | 09    | 1:17,068 (47.)   |
| 07   | Rubens Barrichello    | Ferrari          | 69     | 2      | + 1 Runde   | 08    | 1:17,104 (47.)   |
| 08   | Olivier Panis         | Toyota           | 69     | 3      | + 1 Runde   | 10    | 1:17,398 (36.)   |
| 09   | Jacques Villeneuve    | BAR-Honda        | 69     | 3      | + 1 Runde   | 12    | 1:17,786 (49.)   |
| 10   | Antonio Pizzonia      | Jaguar-Cosworth  | 69     | 3      | + 1 Runde   | 11    | 1:17,416 (67.)   |
| 11   | Cristiano da Matta    | Toyota           | 69     | 2      | + 1 Runde   | 13    | 1:17,870 (63.)   |
| 12   | Heinz-Harald Frentzen | Sauber-Petronas  | 68     | 3      | + 2 Runden  | 16    | 1:18,099 (18.)   |
| 13   | Nick Heidfeld         | Sauber-Petronas  | 68     | 2      | + 2 Runden  | 15    | 1:18,994 (21.)   |
| 14   | Justin Wilson         | Minardi-Cosworth | 67     | 2      | + 3 Runden  | 20    | 1:19,588 (25.)   |
| 15   | Ralph Firman          | Jordan-Ford      | 67     | 3      | + 3 Runden  | 18    | 1:19,345 (13.)   |
| 16   | Jos Verstappen        | Minardi-Cosworth | 66     | 5      | + 4 Runden  | 19    | 1:18,754 (66.)   |
| –    | Jarno Trulli          | Renault          | 45     | 2      | DNF         | 06    | 1:17,025 (33.)   |
| –    | Fernando Alonso       | Renault          | 43     | 2      | DNF         | 07    | 1:17,029 (11.)   |
| –    | Giancarlo Fisichella  | Jordan-Ford      | 42     | 1      | DNF         | 17    | 1:19,093 (23.)   |
| –    | Jenson Button         | BAR-Honda        | 23     | 1      | DNF         | 14    | 1:17,149 (19.)   |

## WM-Stände nach dem Rennen
Die ersten acht des Rennens bekamen 10, 8, 6, 5, 4, 3, 2 bzw. 1 Punkt(e).

### Fahrerwertung
| Pos. | Fahrer               | Konstrukteur     | Punkte |
| ---- | -------------------- | ---------------- | ------ |
| 01   | Michael Schumacher   | Ferrari          | 64     |
| 02   | Kimi Räikkönen       | McLaren-Mercedes | 56     |
| 03   | Ralf Schumacher      | Williams-BMW     | 53     |
| 04   | Juan Pablo Montoya   | Williams-BMW     | 47     |
| 05   | Fernando Alonso      | Renault          | 39     |
| 06   | Rubens Barrichello   | Ferrari          | 39     |
| 07   | David Coulthard      | McLaren-Mercedes | 29     |
| 08   | Jarno Trulli         | Renault          | 13     |
| 09   | Mark Webber          | Jaguar-Cosworth  | 12     |
| 10   | Giancarlo Fisichella | Jordan-Ford      | 10     |

| Pos. | Fahrer                | Konstrukteur     | Punkte |
| ---- | --------------------- | ---------------- | ------ |
| 11   | Jenson Button         | BAR-Honda        | 10     |
| 12   | Heinz-Harald Frentzen | Sauber-Petronas  | 7      |
| 13   | Jacques Villeneuve    | BAR-Honda        | 3      |
| 14   | Cristiano da Matta    | Toyota           | 3      |
| 15   | Nick Heidfeld         | Sauber-Petronas  | 2      |
| 16   | Olivier Panis         | Toyota           | 2      |
| 17   | Ralph Firman          | Jordan-Ford      | 1      |
| 18   | Antonio Pizzonia      | Jaguar-Cosworth  | 0      |
| 19   | Jos Verstappen        | Minardi-Cosworth | 0      |
| 20   | Justin Wilson         | Minardi-Cosworth | 0      |

### Konstrukteurswertung
| Pos. | Konstrukteur     | Punkte |
| ---- | ---------------- | ------ |
| 01   | Ferrari          | 103    |
| 02   | Williams-BMW     | 100    |
| 03   | McLaren-Mercedes | 85     |
| 04   | Renault          | 52     |
| 05   | BAR-Honda        | 13     |

| Pos. | Konstrukteur     | Punkte |
| ---- | ---------------- | ------ |
| 06   | Jaguar-Cosworth  | 12     |
| 07   | Jordan-Ford      | 11     |
| 08   | Sauber-Petronas  | 9      |
| 09   | Toyota           | 5      |
| 10   | Minardi-Cosworth | 0      |